# Mariosousa sericea
Mariosousa sericea là một loài thực vật có hoa trong họ Đậu. Loài này được (M. Martens & Galeotti) Seigler & Ebinger mô tả khoa học đầu tiên năm 2006.